# Chilenga
Chilenga è un ward dello Zambia, parte della Provincia Orientale e del Distretto di Chadiza.